# Championnat de Curaçao de football
Le Championnat des Curaçao  de football (Sekshon Pagá) est le championnat de première division de football de Curaçao, organisé par la Fédération de Curaçao de football.

## Histoire
Lorsque Curaçao faisait partie des Antilles néerlandaises, le championnat local servait de qualification pour la Kopa Antiano, le championnat des Antilles néerlandaises. 
Depuis 2010 et la dissolution des Antilles néerlandaises, la Sekshon Pagá est devenue un championnat à part entière dont le champion participe depuis 2018 au Caribbean Amateur Club Championship, compétition organisée par la CONCACAF, réservée aux clubs amateurs ou semi-professionnels de la CFU.
Sacré à 19 reprises, le Sport Unie Brion-Trappers est le club le plus titré du pays depuis la création du championnat dans les années 1920. Néanmoins, depuis la création de la Sekshon Pagá en 2010, c'est le RKSV Dominguito qui domine le palmarès récent avec 5 titres acquis sur les 8 dernières éditions.

## Participants
Dix équipes disputent le championnat de Curaçao.
| \| Willemstad : RKSV Centro Dominguito Inter Willemstad CRKSV Jong Holland RKSV Scherpenheuvel RKVFC Sithoc SUBT SV Victory Boys CSD Barber UNDEBA Jong Colombia Willemstad \| Localisation des clubs. |
| Willemstad : RKSV Centro Dominguito Inter Willemstad CRKSV Jong Holland RKSV Scherpenheuvel RKVFC Sithoc SUBT SV Victory Boys CSD Barber UNDEBA Jong Colombia Willemstad                               |

| Équipe                 | Ville      | Stade                   |
| ---------------------- | ---------- | ----------------------- |
| CRKSV Jong Holland     | Willemstad | Stade Ergilio-Hato      |
| Inter Willemstad       | Willemstad | Bramendiweg Sportpark   |
| RKSV Scherpenheuvel    | Willemstad | Stade Dr-Antoine-Maduro |
| SV Victory Boys        | Willemstad | Stade Ergilio-Hato      |
| SUBT                   | Willemstad | Stade Dr-Antoine-Maduro |
| RKVFC Sithoc           | Willemstad | Stade Ergilio-Hato      |
| CSD Barber             | Barber     | Stade Ergilio-Hato      |
| RKSV Centro Dominguito | Willemstad | Stade Ergilio-Hato      |
| UNDEBA                 | Banda Abou | Soto Arena              |
| CRKSV Jong Colombia    | Boca Samí  | Stade Ergilio-Hato      |

## Palmarès

### Par édition

#### Championnat indépendant
- 1921 :  CVV Sparta
- 1921-22 : MVC Juliana
- 1922-23 : CVV Sparta
- 1923-24 : championnat interrompu
- 1924-25 : CVV Sparta
- 1925-26 : CRKSV Jong Holland
- 1926-27 : Dutch Football Club
- 1928 : CRKSV Jong Holland
- 1929 : Sportclub Asiento
- 1930 : Sportclub Asiento
- 1931 : CVV Volharding
- 1932 : CRKSV Jong Holland
- 1933 : VV Transvaal
- 1934-35 : Sportclub Asiento
- 1935-36 : CRKSV Jong Holland
- 1936-37 : SV Racing Club Curaçao
- 1937-38 : CRKSV Jong Holland
- 1938-39 : Sport Unie Brion-Trappers
- 1939-40 : CRKSV Jong Holland
- 1940-42 : Sport Unie Brion-Trappers
- 1942-43 : Sportclub Independiente
- 1943-44 : CRKSV Jong Holland
- 1944-46 : Sport Unie Brion-Trappers
- 1946-47 : Sport Unie Brion-Trappers
- 1947-48 : Sport Unie Brion-Trappers
- 1948-49 : non disputé
- 1949-50 : CRKSV Jong Holland
- 1950 : Sport Unie Brion-Trappers
- 1951 : Sport Unie Brion-Trappers
- 1952 : CRKSV Jong Holland
- 1953-54 : Sport Unie Brion-Trappers
- 1954-55 : non disputé
- 1955-56 : Sport Unie Brion-Trappers
- 1956 : Sport Unie Brion-Trappers
- 1957 : non disputé
- 1958-59 : Sport Unie Brion-Trappers

#### Championnat qualificatif pour laKopa Antiano
- 1960 : CRKSV Jong Holland
- 1961 : RKVFC Sithoc
- 1962 : RKVFC Sithoc
- 1963 : SV Veendam
- 1964 : CRKSV Jong Colombia
- 1965 : RKSV Scherpenheuvel
- 1966 : CRKSV Jong Colombia
- 1967 : CRKSV Jong Colombia
- 1968 : CRKSV Jong Colombia
- 1969 : RKSV Scherpenheuvel
- 1970 : CRKSV Jong Colombia
- 1971 : non disputé
- 1972 : Sport Unie Brion-Trappers
- 1973 : CRKSV Jong Colombia
- 1974-1975 : CRKSV Jong Colombia
- 1976 : CRKSV Jong Colombia
- 1976-1977 : Sport Unie Brion-Trappers
- 1977-1978 : CRKSV Jong Holland
- 1978-1979 : Sport Unie Brion-Trappers
- 1980 : Sport Unie Brion-Trappers
- 1981 : CRKSV Jong Holland
- 1982 : Sport Unie Brion-Trappers
- 1983 : Sport Unie Brion-Trappers
- 1984 : Sport Unie Brion-Trappers
- 1985 : Sport Unie Brion-Trappers
- 1986 : RKVFC Sithoc
- 1987 : RKSV Dominguito
- 1988 : CRKSV Jong Colombia
- 1989 : RKVFC Sithoc
- 1990-91 : RKVFC Sithoc
- 1991 : RKVFC Sithoc
- 1992 : RKVFC Sithoc
- 1993 : RKVFC Sithoc
- 1994 : CRKSV Jong Colombia
- 1995-96 : RKVFC Sithoc
- 1996 : UD Banda Abou
- 1997 : UD Banda Abou
- 1998-99 : CRKSV Jong Holland
- 2000-2001 : CRKSV Jong Colombia
- 2001-2002 : CSD Barber
- 2002-2003 : CSD Barber
- 2003-2004 : CSD Barber
- 2004-2005 : CSD Barber
- 2005-2006 : UD Banda Abou
- 2006-2007 : CSD Barber
- 2007-2008 : UD Banda Abou
- 2009 : SV Hubentut Fortuna
- 2009-2010 : SV Hubentut Fortuna

#### Depuis la dissolution des Antilles néerlandaises
- 2010-2011 : SV Hubentut Fortuna
- 2012 : RKSV Dominguito
- 2013 : RKSV Dominguito
- 2014 : CSD Barber
- 2015 : RKSV Dominguito
- 2016 : RKSV Dominguito
- 2017 : RKSV Dominguito
- 2017-2018 : CRKSV Jong Holland
- 2018-2019 : SV Vesta
- 2019-2020 : RKSV Scherpenheuvel
- 2021 : CRKSV Jong Holland
- 2022 : CRKSV Jong Holland
- 2023/24 : championnat interrompu

### Bilan par club
- 19 titres : SU Brion-Trappers
- 16 titres : CRKSV Jong Holland
- 11 titres : CRKSV Jong Colombia
- 9 titres : RKVFC Sithoc
- 6 titres : CSD Barber, RKSV Centro Dominguito
- 4 titres : UD Banda Abou
- 3 titres : Sportclub Asiento, SV Hubentut Fortuna, CVV Sparta
- 3 titres : RKSV Scherpenheuvel
- 1 titre : Dutch Football Club, Sportclub Independiente, MVC Juliana, SV Racing Club Curaçao, VV Transvaal, SV Veendam, CVV Volharding, VESTA Willemstad